# 羅伯特·加拉格
羅伯特·格雷·加拉格（英語：Robert Gray Gallager，1931年5月29日—），美国电子工程师和資訊理論學者。低密度奇偶檢查碼的發明人。